# Céline Le Boulch
Céline Le Boulch, née le 24 août 1991 à Morlaix, est une joueuse de handball française évoluant au poste d'ailière droite.
Elle a notamment évolué en première division au sein du club d'Arvor 29 avec lequel elle réalise le doublé Championnat de France-Coupe de la Ligue en 2012. Mais la même année, le club brestois est mis en liquidation et elle rejoint alors HB Octeville-sur-Mer en Championnat de France de D2. Après trois saison, elle prend la direction du Saint-Grégoire Rennes Métropole Handball qui est promu de Nationale 1 (D3) dès sa première saison. 
Céline Le Boulch met fin à sa carrière de haut niveau en mai 2018. Depuis 2023, elle évolue avec le club de l'Union Sportive Liffréenne Handball en excellence région. Elle annonce sa retraite internationale le 24 Mai 2025. 

## Palmarès
- Vainqueur du Championnat de France en 2012 avec Arvor 29
- Vainqueur de la Coupe de la Ligue en 2012 avec Arvor 29